# Běšiny
Běšiny település Csehországban, a Klatovyi járásban. Běšiny Strážov, Kolinec, Vrhaveč, Velhartice, Klatovy és Čachrov településekkel határos. Lakosainak száma 813 fő (2024. január 1.).

## Népesség
A település lakosságának változását az alábbi diagram mutatja:
| Lakosok száma | 1366 | 1434 | 1520 | 1075 | 893  | 830  | 803  | 809  | 819  | 813  |
|               | 1869 | 1900 | 1921 | 1961 | 1980 | 2011 | 2016 | 2019 | 2021 | 2024 |